# Gobemouche de l'Atlas
Ficedula speculigera
Espèce
Statut de conservation UICN

 LC  : Préoccupation mineure

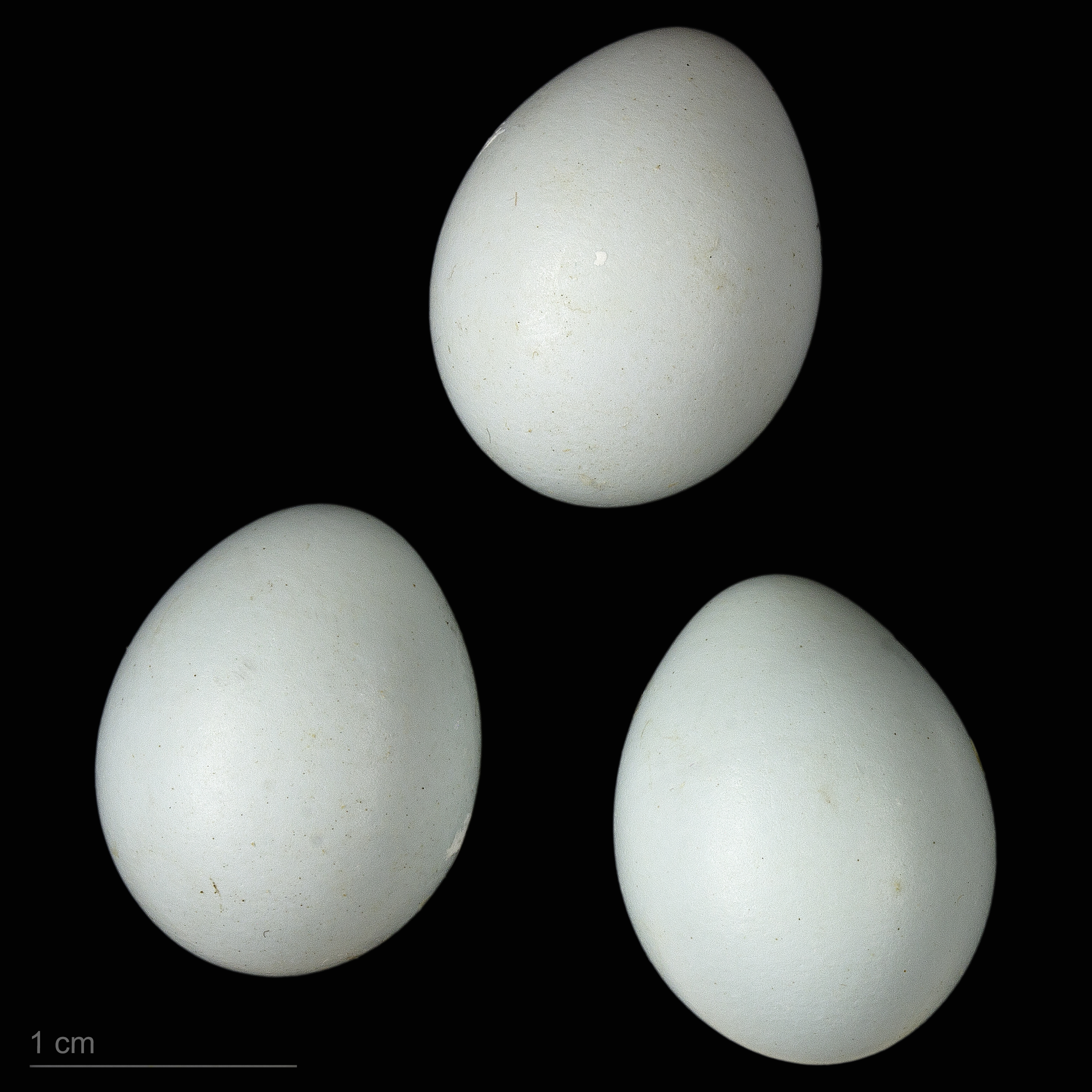
Oeufs de Ficedula speculigera - Muséum de Toulouse

Le Gobemouche de l'Atlas (Ficedula speculigera) est une espèce de passereaux de la famille des Muscicapidae.

## Répartition
Comme son nom l'indique, son aire s'étend sur le nord du Maghreb.